# Campionati del mondo di atletica leggera 2022 - 5000 metri piani maschili
La specialità dei 5000 metri piani maschili dei campionati del mondo di atletica leggera 2022 si è svolta tra il 21 e il 24 luglio all'Hayward Field di Eugene, negli Stati Uniti d'America.

## Podio
| Pos.    | Atleta             | Nazionalità | Tempo    |
| ------- | ------------------ | ----------- | -------- |
| Oro     | Jakob Ingebrigtsen | Norvegia    | 13'09"24 |
| Argento | Jacob Krop         | Kenya       | 13'09"98 |
| Bronzo  | Oscar Chelimo      | Uganda      | 13'10"20 |

## Situazione pre-gara

### Record
Prima di questa competizione, il record del mondo (RM) e il record dei campionati (RC) erano i seguenti.
| Record                | Prestazione | Atleta                  | Data                           | Competizione  |
| --------------------- | ----------- | ----------------------- | ------------------------------ | ------------- |
| Record mondiale       | 12'35"36    | Joshua Cheptegei Uganda | 14 agosto 2020 Monaco, Monaco  | Herculis 2020 |
| Record dei campionati | 12'52"79    | Eliud Kipchoge Kenya    | 31 agosto 2003 Parigi, Francia | Mondiali 2003 |

### Campioni in carica
I campioni in carica a livello mondiale e olimpico erano:
| Campione | Atleta                  | Prestazione | Data                          | Competizione         |
| -------- | ----------------------- | ----------- | ----------------------------- | -------------------- |
| Olimpico | Joshua Cheptegei Uganda | 12'58"15    | 6 agosto 2021 Tokyo, Giappone | Giochi olimpici 2021 |
| Mondiale | Muktar Edris Etiopia    | 12'58"85    | 30 settembre 2019 Doha, Qatar | Mondiali 2019        |

### La stagione
Prima di questa gara, gli atleti con le migliori tre prestazioni dell'anno erano:
| Pos. | Atleta                  | Prestazione | Data                               |
| ---- | ----------------------- | ----------- | ---------------------------------- |
| 1    | Nicholas Kipkorir Kenya | 12'46'33    | 9 giugno 2022 Roma, Italia         |
| 2    | Jacob Krop Kenya        | 12'46"79    | 9 giugno 2022 Roma, Italia         |
| 3    | Berihu Aregawi Etiopia  | 12'50"05    | 28 maggio 2022 Eugene, Stati Uniti |

## Risultati

### Batterie
I primi 5 di ogni batteria (Q) e i 5 tempi migliori tra gli esclusi (q) si qualificano alla finale.
| Pos. | Batteria | Atleta                        | Nazionalità      | Tempo    | Note                                     |
| ---- | -------- | ----------------------------- | ---------------- | -------- | ---------------------------------------- |
| 1    | 2        | Jacob Krop                    | Kenya            | 13'13"30 | Q                                        |
| 2    | 2        | Jakob Ingebrigtsen            | Norvegia         | 13'13"92 | Q                                        |
| 3    | 2        | Luis Grijalva                 | Guatemala        | 13'14"04 | Q                                        |
| 4    | 2        | Yomif Kejelcha                | Etiopia          | 13'14"87 | Q                                        |
| 5    | 2        | Mohammed Ahmed                | Canada           | 13'15"17 | Q                                        |
| 6    | 2        | Daniel Ebenyo                 | Kenya            | 13'15"17 | q                                        |
| 7    | 2        | Muktar Edris                  | Etiopia          | 13'21"19 | q                                        |
| 8    | 2        | Marc Scott                    | Regno Unito      | 13'22"54 | q                                        |
| 9    | 1        | Oscar Chelimo                 | Uganda           | 13'24"24 | Q                                        |
| 10   | 1        | Grant Fisher                  | Stati Uniti      | 13'24"44 | Q                                        |
| 11   | 1        | Selemon Barega                | Etiopia          | 13'24"44 | Q                                        |
| 12   | 1        | Joshua Cheptegei              | Uganda           | 13'24"47 | Q                                        |
| 13   | 1        | Abdihamid Nur                 | Stati Uniti      | 13'24"48 | Q                                        |
| 14   | 2        | Sam Parsons                   | Germania         | 13'24"50 | q                                        |
| 15   | 1        | Nicholas Kimeli               | Kenya            | 13'24"56 | q                                        |
| 16   | 1        | Telahun Haile Bekele          | Etiopia          | 13'24"77 |                                          |
| 17   | 2        | Merhawi Mebrahtu              | Eritrea          | 13'24"89 |                                          |
| 18   | 2        | William Kincaid               | Stati Uniti      | 13'25"02 |                                          |
| 19   | 1        | Ky Robinson                   | Australia        | 13'27"03 |                                          |
| 20   | 1        | Andrew Butchart               | Regno Unito      | 13'31"26 | Miglior prestazione personale stagionale |
| 21   | 1        | Sam Atkin                     | Regno Unito      | 13'34"36 |                                          |
| 22   | 1        | Adel Mechaal                  | Spagna           | 13'36"48 |                                          |
| 23   | 1        | Geordie Beamish               | Nuova Zelanda    | 13'36"86 |                                          |
| 24   | 1        | Narve Gilje Nordås            | Norvegia         | 13'37"14 |                                          |
| 25   | 2        | Hamish Carson                 | Nuova Zelanda    | 13'37"62 |                                          |
| 26   | 1        | Soufiyan Bouqantar            | Marocco          | 13'37"69 |                                          |
| 27   | 1        | Charles Philibert-Thiboutot   | Canada           | 13'38"80 |                                          |
| 28   | 1        | Maximilian Thorwirth          | Germania         | 13'43"02 |                                          |
| 29   | 1        | Altobeli da Silva             | Brasile          | 13'43"80 | Miglior prestazione personale stagionale |
| 30   | 1        | Adriaan Wildschutt            | Sudafrica        | 13'44"32 |                                          |
| 31   | 2        | Hyuga Endo                    | Giappone         | 13'47"07 |                                          |
| 32   | 2        | Peter Maru                    | Uganda           | 13'47"65 |                                          |
| 33   | 1        | Mohamed Mohumed               | Germania         | 13'52"00 |                                          |
| 34   | 2        | Lesiba Precious Mashele       | Sudafrica        | 13'52"37 |                                          |
| 35   | 2        | Matthew Ramsden               | Australia        | 13'52"90 |                                          |
| 36   | 1        | Jamal Abdelmaji Eisa Mohammed | Atleti Rifugiati | 14'02"79 | Miglior prestazione personale stagionale |
| 37   | 2        | Hicham Akankam                | Marocco          | 14'05"11 |                                          |
| 38   | 2        | Yaseen Abdalla                | Sudan            | 14'15"59 |                                          |
| 39   | 1        | Nursultan Keneshbekov         | Kirghizistan     | 14'15"59 |                                          |
| 40   | 2        | Kieran Tuntivate              | Thailandia       | 14'19"28 |                                          |
| 41   | 2        | Jethro Saint-Fleur            | Aruba            | 16'04"46 | Miglior prestazione personale            |

### Finale
| Pos.    | Atleta             | Nazionalità | Tempo    | Note                                     |
| ------- | ------------------ | ----------- | -------- | ---------------------------------------- |
| Oro     | Jakob Ingebrigtsen | Norvegia    | 13'09"24 |                                          |
| Argento | Jacob Krop         | Kenya       | 13'09"98 |                                          |
| Bronzo  | Oscar Chelimo      | Uganda      | 13'10"20 | Miglior prestazione personale stagionale |
| 4       | Luis Grijalva      | Guatemala   | 13'10"44 | Miglior prestazione personale stagionale |
| 5       | Mohammed Ahmed     | Canada      | 13'10"46 |                                          |
| 6       | Grant Fisher       | Stati Uniti | 13'11"65 |                                          |
| 7       | Nicholas Kimeli    | Kenya       | 13'11"97 |                                          |
| 8       | Yomif Kejelcha     | Etiopia     | 13'12"09 |                                          |
| 9       | Joshua Cheptegei   | Uganda      | 13'13"12 |                                          |
| 10      | Daniel Ebenyo      | Kenya       | 13'16"64 |                                          |
| 11      | Abdihamid Nur      | Stati Uniti | 13'18"05 |                                          |
| 12      | Selemon Barega     | Etiopia     | 13'19"62 |                                          |
| 13      | Muktar Edris       | Etiopia     | 13'24"67 |                                          |
| 14      | Marc Scott         | Regno Unito | 13'41"04 |                                          |
| 15      | Sam Parsons        | Germania    | 13'45"89 |                                          |